# Suiza en los Juegos Olímpicos de Pekín 2022
Suiza estuvo representada en los Juegos Olímpicos de Pekín 2022 por un total de 167 deportistas que competirán en 13 deportes. Responsable del equipo olímpico es la Asociación Olímpica Suiza, así como las federaciones deportivas nacionales de cada deporte con participación.
Los portadores de la bandera en la ceremonia de apertura fueron el jugador de hockey sobre hielo Andres Ambühl y la esquiadora alpina Wendy Holdener.

## Medallistas
El equipo olímpico suizo obtuvo las siguientes medallas:
| Nombre           | Deporte          | Competición       |
| ---------------- | ---------------- | ----------------- |
| Oro              |                  |                   |
| Ryan Regez       | Esquí acrobático | Campo a través M  |
| Mathilde Gremaud | Esquí acrobático | Slopestyle F      |
| Beat Feuz        | Esquí alpino     | Descenso M        |
| Marco Odermatt   | Esquí alpino     | Eslalon gigante M |
| Corinne Suter    | Esquí alpino     | Descenso F        |
| Lara Gut-Behrami | Esquí alpino     | Supergigante F    |
| Michelle Gisin   | Esquí alpino     | Combinada F       |
| Plata            |                  |                   |
| Alex Fiva        | Esquí acrobático | Campo a través M  |
| Wendy Holdener   | Esquí alpino     | Combinada F       |
| Bronce           |                  |                   |
| Mathilde Gremaud | Esquí acrobático | Big air F         |
| Fanny Smith      | Esquí acrobático | Campo a través F  |
| Wendy Holdener   | Esquí alpino     | Eslalon F         |
| Lara Gut-Behrami | Esquí alpino     | Eslalon gigante F |
| Michelle Gisin   | Esquí alpino     | Supergigante F    |
| Jan Scherrer     | Snowboard        | Halfpipe M        |